# The Pact (TV-serie)
The Pact är en brittisk kriminal- och thrillerserie från 2021. Första säsongen består av 6 avsnitt. Serien är skapad av Pete McTighe som även skrivit serien manus. För regin har Rebecca Johnson, Eric Styles och Christina Ebohon-Green svarat.
I Storbritannien hade serien premiär den 17 maj 2021 på BBC, och den andra säsongen hade premiär den 24 oktober 2022.

## Handling
Serien beskrivs som en antologiserie där varje säsong handlar om en grupp människor som för att skydda sig själva och sina nära ingår i en hemlig pakt. I säsong 1 hittas en illa omtyckt chef död. En grupp av hans fabriksanställda ingår i en tystnadspakt för alltid kommer att förändras deras liv.
Säsong 2 kretsar kring socialarbetaren Christine och hennes barn som försöker gå vidare efter deras bror Liams död. Främlingen Connor anländer och hävdar att delar deras DNA. Vilka hemligheter döljer Christine?

## Roller i urval
- Laura Fraser – Anna
- Julie Hesmondhalgh – Nancy
- Eddie Marsan – Arwel
- Jason Hughes – Max
- Aneurin Barnard – Jack
- Adrian Edmondson – Richard